# Dolní brána (Prachatice)
Dolní brána je název ulice v Prachaticích v Městské památkové rezervaci Prachatice. Spojuje Kostelní náměstí v centru města s Malým náměstím. Je orientována z jihozápadu na severovýchod. Ulice není volně průjezdná. Délka ulice je 13 metrů a šířka 7 metrů.

## Historie a název
Cesta v tomto místě existovala jistě již před rokem 1852, kdy byla zachycena v rámci tzv. druhého vojenského mapování.

## Popis
Na jedné straně ulice Dolní brána navazuje na Kostelní náměstí, které navazuje na Velké náměstí, Křišťanovu a Děkanskou. V místě tohoto konce ulice při pohledu na sever k malému náměstí je vpravo vstup do ulice Neumannovy. Do té se stejně jako do další části ulice Dolní brána vstupuje průjezdem. Dolní brána zde tvoří malé rozšíření, které napravo zdobí tzv. Heydlův dům. Následuje krytý průjezd – první část Dolní (někdy též Písecké) brány, za nímž je napravo vstup do parku Parkán a pokračuje další průjezd bránou. Zde se nachází Kalvárie. Ulice pokračuje za branou a ústí na Malé náměstí. Zde na roku vpravo stojí kaple svatého Jana Nepomuckého. Z Malého náměstí lze pokračovat všemi směry. Ze západu na východ jsou to postupně ulice Hradební, Starokasárenská, Pivovarská, Vodňanská, Zvolenská a Zahradní.
Od Kostelního náměstí směrem k Malému náměstí ulice Dolní brána mírně klesá.